# Palmorchis silvicola
Palmorchis silvicola är en orkidéart som beskrevs av Louis Otho Otto Williams. Palmorchis silvicola ingår i släktet Palmorchis och familjen orkidéer. Inga underarter finns listade i Catalogue of Life.